# Ray Phillips
Ray Phillips, właśc. Raymond Anthony Phillips (ur. 1 marca 1949 w Cardiff) – perkusista rockowy, najbardziej znany z zespołu Budgie, którego był współzałożycielem i z którym występował w latach 1967–1973.
Po odejściu z zespołu wskutek konfliktu z liderem Burke'em Shelleyem założył mało znany zespół Woman, by wreszcie w 1982 z innym byłym członkiem Budgie – Tonym Bourge'em stworzyć grupę Tredegar, która nagrała jedną płytę o tej samej nazwie. Skład zmieniał się wielokrotnie aż do 1992, kiedy to nastąpił ostateczny koniec zespołu. Wówczas Ray Phillips powołał do życia zespół o nazwie Six Ton Budgie, którego nazwy używała grupa Budgie w początkach swej działalności. Zaprosił do niej m.in. swojego syna.
Six Ton Budgie wykonywała głównie utwory z repertuaru Budgie i Tredegar i koncertowała w małych klubach w Wielkiej Brytanii. W lutym 2009 Ray Phillips rozwiązał grupę i skupił się na nagrywaniu swojego solowego albumu. Zapowiada również wydanie autobiografii.
W kwietniu 2018 roku została wydana jego autobiografia.